# Gare de Beautiran
La gare de Beautiran est une gare ferroviaire française de la ligne de Bordeaux-Saint-Jean à Sète-Ville, située sur le territoire de la commune de Beautiran, dans le département de la Gironde en région Nouvelle-Aquitaine.
Elle est mise en service en 1855 par la Compagnie des chemins de fer du Midi et du Canal latéral à la Garonne (Midi). 
C'est une gare voyageurs de la Société nationale des chemins de fer français (SNCF) du réseau TER Nouvelle-Aquitaine, desservie par des trains express régionaux.

## Situation ferroviaire
Établie à 11 mètres d'altitude, la gare de Beautiran est située au point kilométrique (PK) 18,113 de la ligne de Bordeaux-Saint-Jean à Sète-Ville, entre les gares de Saint-Médard-d'Eyrans et de Portets.

## Histoire

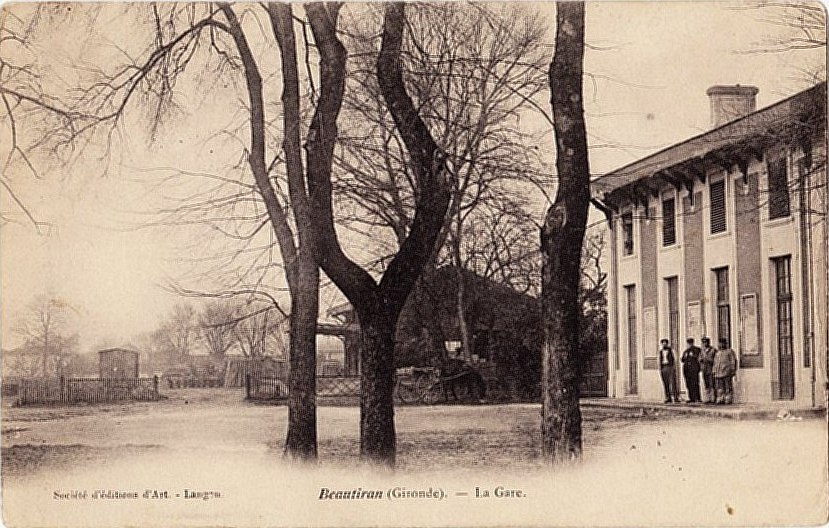
La gare de Beautiran au début du XXe siècle.

La station de Beautiran est mise en service le 31 mai 1855 par la Compagnie des chemins de fer du Midi et du Canal latéral à la Garonne (Midi), lorsqu'elle ouvre à l'exploitation la section de Bordeaux à Langon de son chemin de fer de Bordeaux à Sète.
En 1886, la gare accueille un nouveau trafic avec la mise en service de la ligne secondaire d'Hostens à Beautiran par la Société générale des chemins de fer économiques (SE). Le tronçon de Cabanac à Beautiran est fermé en 1954.
Un embranchement rejoignait un embarcadère sur la Garonne (aujourd'hui occupé par une usine). Il permettait d'embarquer des poteaux de mines en pin des Landes. Le tracé sert aujourd'hui de promenade.
En 2014, c'est une gare voyageur d'intérêt régional (catégorie B : la fréquentation est supérieure ou égale à 100 000 voyageurs par an de 2010 à 2011), qui dispose de deux quais (le quai 1 dispose d'une longueur utile de 233 m pour la voie V1, le quai 2 d'une longueur utile de 219 m pour la voie V2), un abri et deux passerelles.

## Fréquentation
De 2015 à 2023, selon les estimations de la SNCF, la fréquentation annuelle de la gare s'élève aux nombres indiqués dans le tableau ci-dessous :
| Année                           | 2015    | 2016    | 2017    | 2018    | 2019    | 2020    | 2021    | 2022    | 2023    |
| ------------------------------- | ------- | ------- | ------- | ------- | ------- | ------- | ------- | ------- | ------- |
| Voyageurs seuls                 | 178 820 | 202 064 | 220 784 | 235 945 | 275 136 | 189 370 | 252 152 | 345 518 | 379 553 |
| Voyageurs seuls + non voyageurs | 223 526 | 252 580 | 275 980 | 294 931 | 343 921 | 236 712 | 315 190 | 431 898 | 474 441 |

## Service des voyageurs

### Accueil
Gare SNCF, elle dispose d'un bâtiment voyageurs, avec guichet, ouvert du lundi au vendredi et fermé les samedis, dimanches et jours fériés. Elle est équipée d'automates pour l'achat de titres de transport TER.
Une passerelle au nord de la gare permet aux piétons de relier la rue de la passerelle à l'impasse de la passerelle. Une autre permet la traversée des voies et l'accès au quai en direction d'Agen et de Toulouse.

### Desserte
Beautiran est une gare voyageurs du réseau TER Nouvelle-Aquitaine, desservie par des trains express régionaux de la relation Bordeaux - Langon (ligne 43.2U) et Bordeaux - Agen (ligne 44).

### Intermodalité
Un parc pour les vélos et un parking pour les véhicules y sont aménagés.

## Galerie de photographies

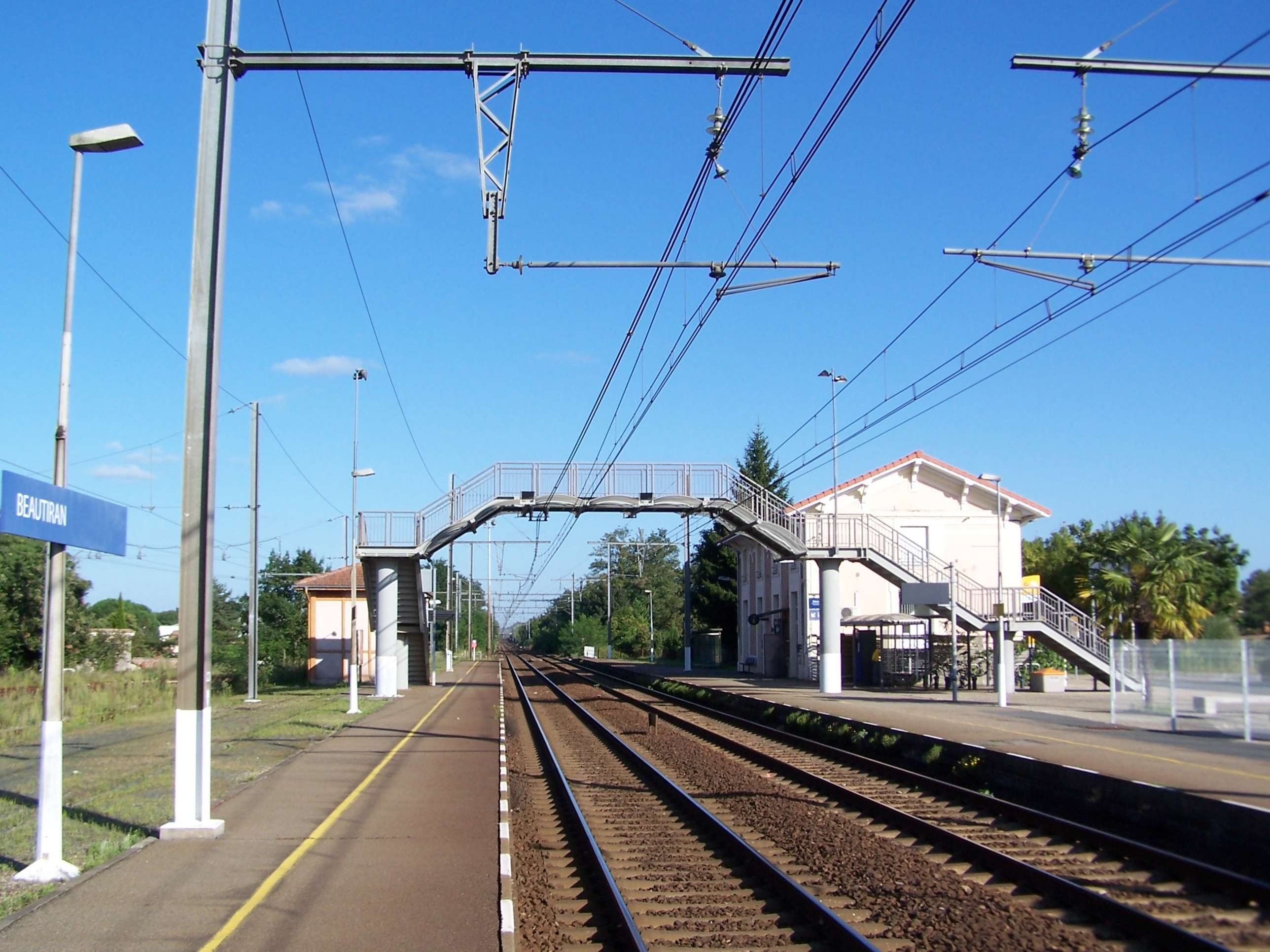
Quai no 1 et voie V1 en direction d'Agen (août 2014).
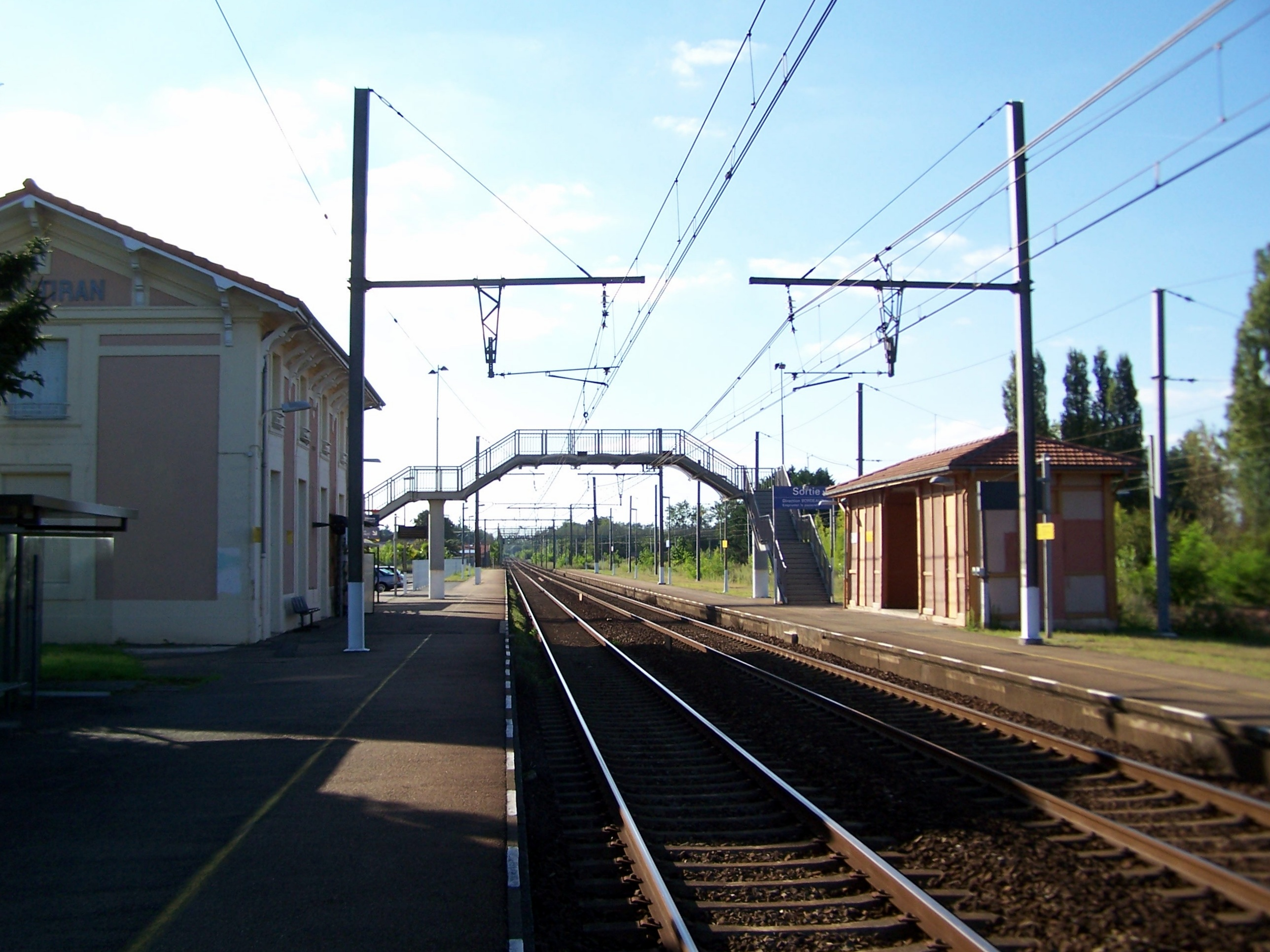
Quai no 2 et voie V2 en direction de Bordeaux (août 2014).
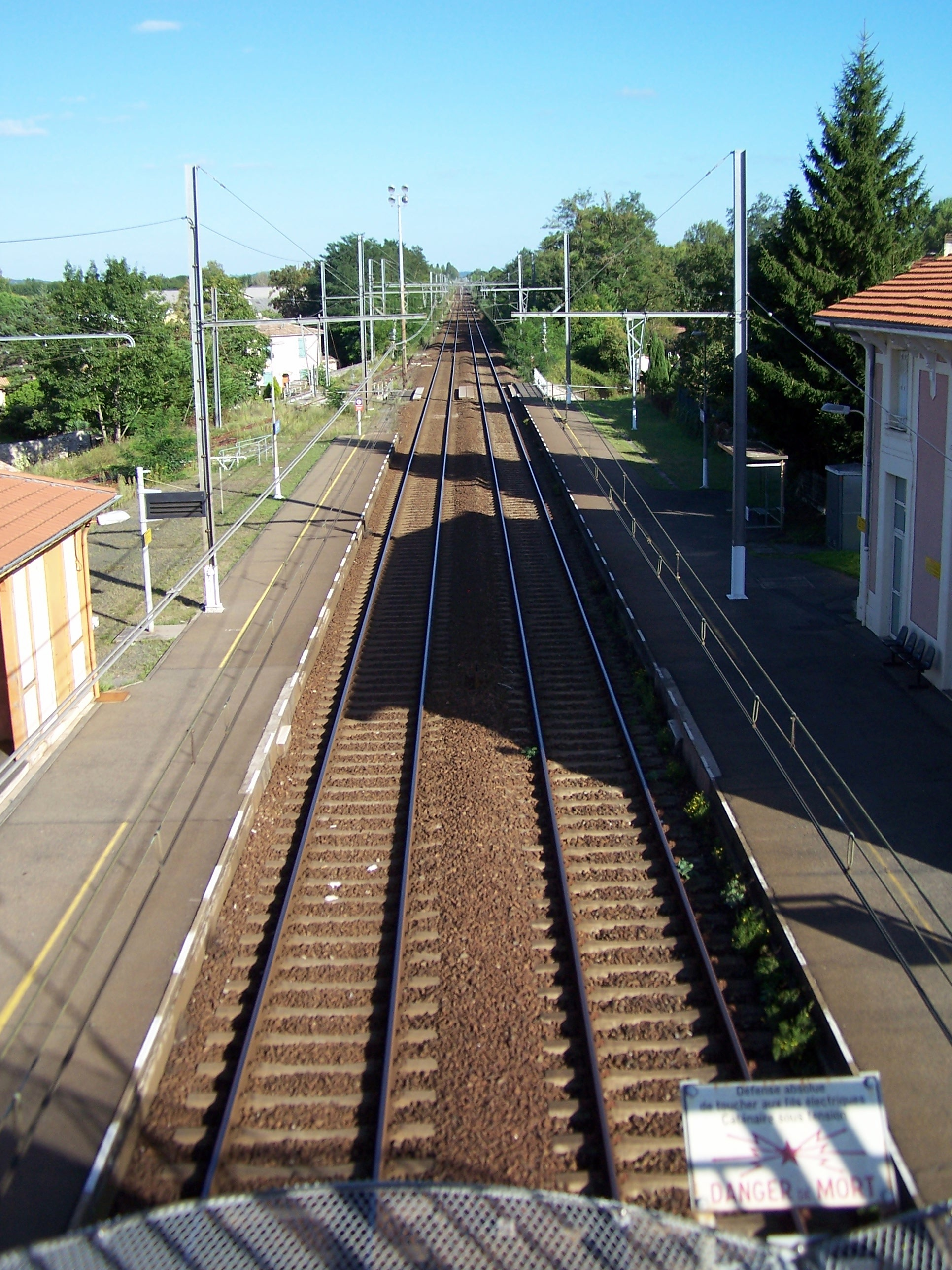
Vue depuis la passerelle en direction d'Agen (août 2014).
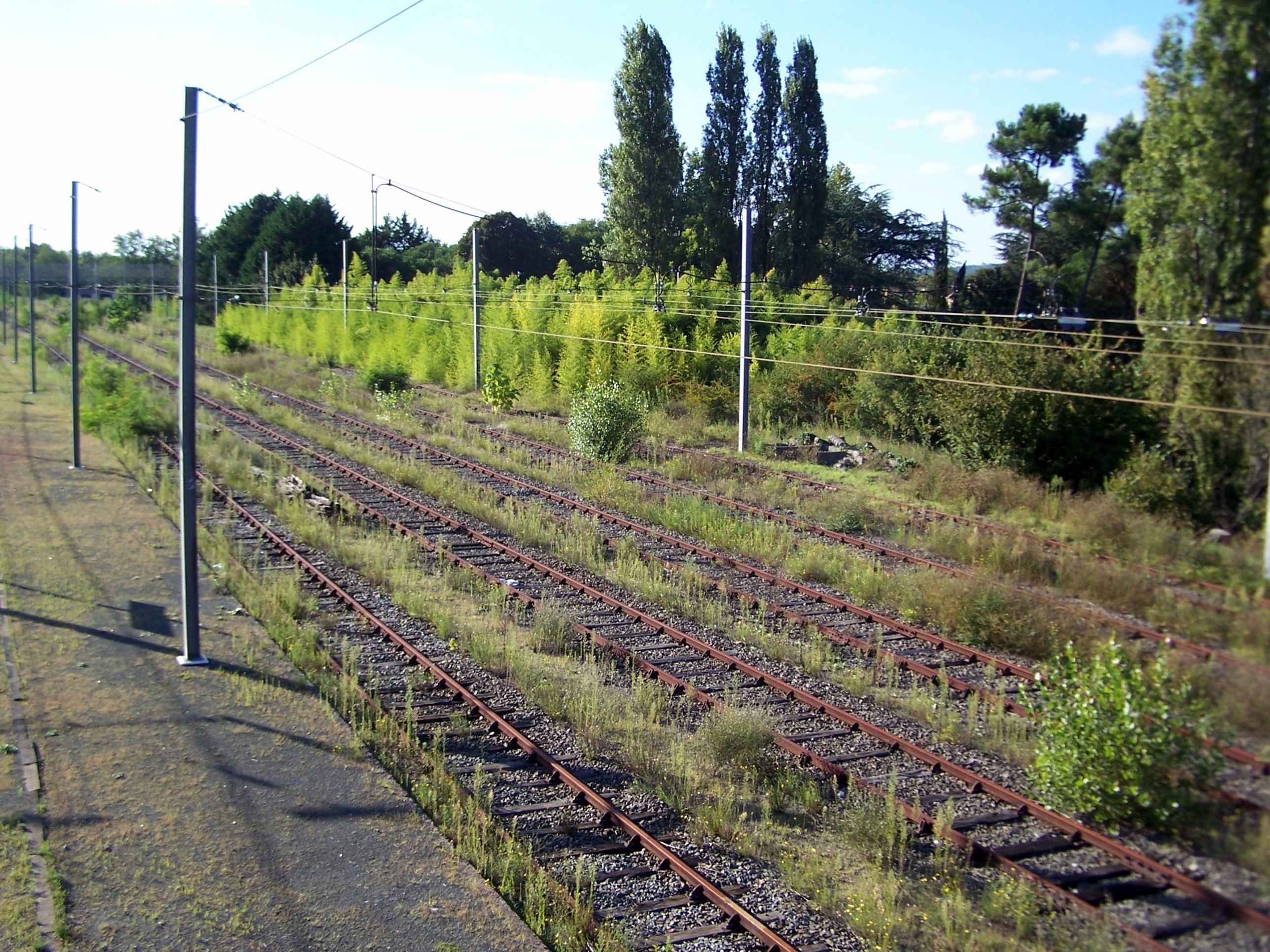
Les voies abandonnées depuis 1954 (août 2014).
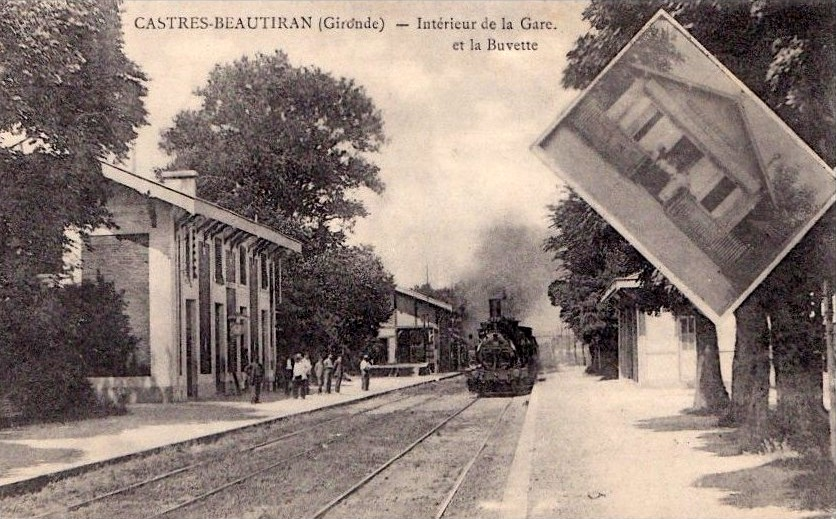
La gare au début du XXe siècle, côté intérieur (vue en direction de Bordeaux).